# La mejor sopa del mundo
«La mejor sopa del mundo» es el segundo episodio de la primera temporada de la serie de televisión chilena Los 80. Este capítulo se estrenó por Canal 13 el 19 de octubre de 2008 y obtuvo un peak de sintonía de 23,9 puntos a las 22:43 (UTC-4), con un promedio de 19,6 puntos.
Este capítulo transcurre a fines de junio de 1982, momento en que ocurre un fuerte temporal en Santiago y el comienzo de la crisis económica que afectó al país ese año.

## Trama
Textiles Nacionales está entrando en quiebra, y sus trabajadores se están dando cuenta, hasta que un día, en la puerta, se les informa que la empresa quebró y todos quedaron sin trabajo. Además, fuertes temporales azotan la zona central del país, provocando varios daños, entre ellos, las clases se suspenden, dejando a Félix y Martín sin estudios.
Félix, con su inseparable amigo Bruno, conocen a un damnificado e intentan ayudarlo. Mientras, Martín, en los flippers, conoce a Susana, de la cual queda enamorado de inmediato. Juan y Exequiel sorprendidos por la quiebra, comienzan a pedir una indemnización justa por todos los años que llevan trabajando. Exequiel, comienza a liderar la lucha para que les den un finiquito justo, y un gerente de Textiles Nacionales lo observa con sigilo.
Félix y Bruno juntan comida para llevarle al damnificado (o "damplificado" como lo menciona Félix) que conocieron, Alberto, un carpintero llegado del sur de Chile que no trabajaba desde hace tres meses.
Claudia y Ana ponen cubetas para que el agua no moje el piso, ya que su casa se llueve, y además buscan ropa para colaborar con los damnificados, Ana, aprovecha para hablar sobre la sexualidad de Claudia y Denin. Por su parte, Juan ayuda a Félix con su tarea, y este comienza a preguntarle a su padre sobre la pobreza, Juan le oculta la verdad por la que estaban pasando. Juan también le oculta la verdad a Ana y a sus otros dos hijos. Al día siguiente, Juan va a una junta del sindicato de Textiles Nacionales, donde Exequiel comienza a incentivar a sus compañeros por un finiquito justo.
Mientras Félix sigue dándole comida a Alberto, y Martín comienza a conocer más a Susana. Nuevamente en el sindicato, el gerente le da el nombre de Exequiel a dos agentes del CNI, que se llevan a Exequiel y a Juan en un Chevrolet Opala (vehículo característico de la CNI en esos años). En la casa, Félix, Martín, Claudia y Ana ni se percatan de lo que ocuure y siguen haciendo lo que hacían en el capítulo. Entre tanto, los agentes de la CNI le dan una gran paliza a Exequiel, hasta que Juan les pide que se detengan diciéndole que él era el culpable, los agentes se suben al auto y se llevan a Juan dejando a Exequiel. Ana comienza a preocuparse por la hora, ya que Juan aún no llega, en eso, Exequiel llega a la casa y Ana lo invita a comer, porque se encontraba todo mojado, pero este se niega, luego Ana le pregunta por sus heridas, y Exequiel le da una respuesta absurda, por lo que Ana comienza a sospechar.
Los agentes de la CNI le dan una advertencia a Juan y lo dejan ir, mientras Ana le pide a Exequiel que vayan a hablar a la cocina y le pregunta a Exequiel lo que sucede y lo que le pasa a Juan, mientras Claudia los oye con un poco de nerviosismo. Juan llega al paradero cercano de su casa, donde se encuentra con Félix y lo mira con alegría. En tanto, Exequiel le confiesa lo que sucede a Ana, y, en ese instante llega Juan, tranquilizando a Claudia y a Ana. Juan le pide a Exequiel que no le diga nada a su familia, y luego le confiesa a Ana que se quedó sin empleo mientras comía un plato de sopa, Ana lo abraza y le dice que todo estará bien, luego termina el capítulo con ellos abrazados.

## Título
El título se debe a una frase que le dijo Juan a Ana en el final del capítulo, luego que le confiesa que quedó sin trabajo mientras tomaba una sopa, Ana lo abraza y Juan responde "Esta es la mejor sopa del mundo".

## Curiosidades
- Muchos comparan la escena donde Juan y Félix hablan de la pobreza con la película La vida es bella, ya que en ambas, el padre trata de ocultar la verdad que estaban viviendo a su pequeño hijo.
- El personaje de Exequiel no tenía apellido, y cuando grito su nombre dio el apellido Pacheco, quien le pertenecía a un camarógrafo, en el making off aseguró que era para que los televidentes conocierar a los que estaban "detrás de cámara".